# چاینا ریسورسز
چاینا ریسورسز (انگلیسی: China Resources) شرکت دولتی خوشه‌ای چینی است، که در سال ۱۹۳۸ توسط سازمان ساساک تأسیس شد.